# Sikar
Sikar fou un estat tributari protegit, un dels principals de la confederació del Shekhawati. La capital era Sikar (ciutat).
El principat tenia com a principals poblacions: Sikar (ciutat), Fatehpur, Lachhmangarh i Ramgar, i 426 pobles. La superfície era de 4.144 km i la població total el 1901 era de 173.485 habitants; els ingressos eren de 8 lakhs. El rao raja pagava un tribut de 41.200 rupies a Jaipur.
L'estat es va fundar al segle XVII d'una de les branques del clan Shekawat sorgida (con la de Khetri) de Raja Rai Sal de Khandela. El primer rao, Daulat Singh, era fill de Jaswant Singh de Kasli. El seu fill Shiv Singh va completar els palaus de la ciutat i va conquerir Fatehpur el 1731. Devi Singh va construir el fort de Devgarh (1787) i va fundar la ciutat de Ramgarh i el fort de Raghunathgarh el 1791. Lakshnman Sing va usurpar per poc temps el tron de Khandela i a canvi de renunciar va rebre el títol de Rao raja del maharajà de Jaipur Jagat Singh. El títol de bahadur fou conedit a Madho Singh el 1886.

## Llista de raos
- Rao Daulat Singh 1687-171
- Rao Shiv Singh 1721-1748 (fill)
- Rao Samrath Singh 1748-1754 (fill)
- Rao Nahar Singh 1754-1756 (deposat pel seu oncle Chand Singh)
- Rao Chand Singh 1756-1763 (germà de Samrath Singh)
- Rao Devi Singh 1763-1795 (fill)
- Rao Raja Lakshman Singh 1795-1834 (fill)
- Rao Raja Ram Pratap Singh 1834-1850 (fill)
- Rao Raja Bhairon Singh 1850-1865 (germà nascut pòstum el 1834, adoptat com a fill per la vídua de l'anterior, confirmat el 1851)
- Rao Raja Sir Madho Singh Bahadur 1866-1922 (fill adoptiu, fill de thakur Birad Singh de Deeppura)
- Rao Raja Kalyan Singh Bahadur 1922-1954 (nebot) (+1967)